# Moritz Hermann von Jacobi
Moritz Hermann von Jacobi, född 21 september 1801, död 10 mars 1874, var en tysk fysiker. Han var bror till Carl Gustav Jacob Jacobi.
Jacobi blev professor i Dorpat 1835 och i Sankt Petersburg 1837. Han började 1836 praktiskt genomföra galvanoplastiken och sysslade även med försök att tekniskt utnyttja elektriciteten som drivkraft och som värmekälla. Ett förslag av Jacobi att som enhet för motstånd använda motstånd hos en koppartråd, 1 meter lång med arean 1 kvadratmillimeter, visade sig mindre lämplig på grund av det starka inflytande även mycket små föroreningar hade på trådens motstånd.